# Đường cong sinh tồn

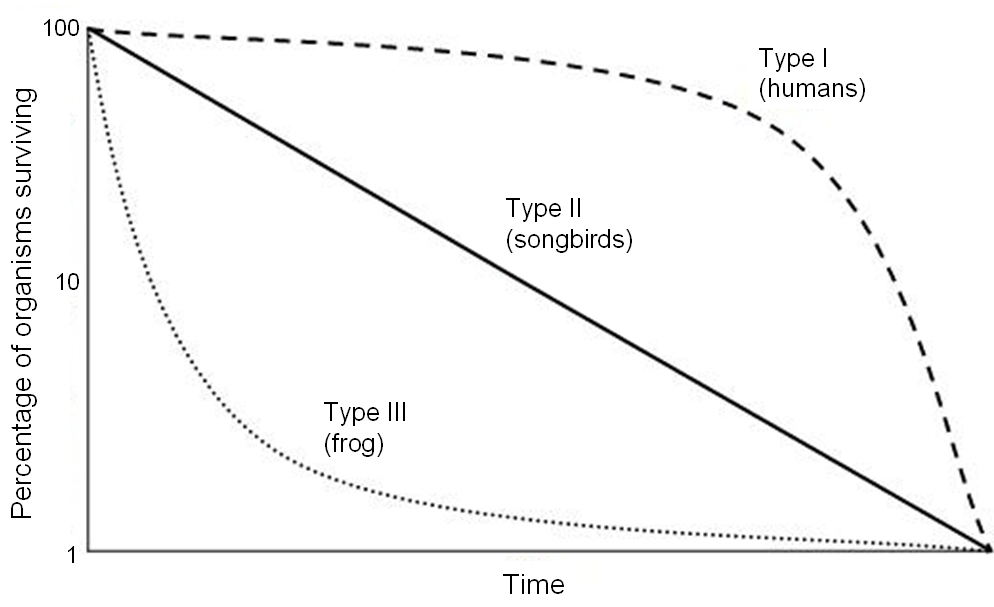
Đây là biểu đồ thể hiện đường cong sống sót của ếch, sẻ hót và con người

Đường cong sống sót là một đồ thị dùng để mô tả tỉ lệ sống sót của một loài sinh vật thay đổi theo tuổi thọ của loài đó. Thuật ngữ này dịch từ thuật ngữ "survivorship curve" (tiếng Anh), hoặc "courbe de survie" (tiếng Pháp),... còn được dịch là "đường cong sinh tồn".
Đây là một thuật ngữ trong sinh thái học, không chỉ biểu hiện tỉ lệ sống sót của sinh vật, mà qua đó còn phản ánh khả năng thích nghi của sinh vật đó với môi trường, phản ánh hình thức sinh sản, phản ánh tập tính (nếu là động vật), phản ánh ít nhiều cả mức độ tiến hóa.... của loài trong điều kiện cần áp dụng (điều kiện nuôi trồng hoặc trong tự nhiên hoang dã).

## Cách xây dựng đồ thị

### Mô tả tóm tắt
Đồ thị biểu diễn trên không gian hai chiều, theo tọa độ của trục tung và trục hoành.
- Trục tung (y) biểu diễn số lượng cá thể (hoặc số lượng trứng, hạt hay bào tử) đã sinh ra trong quần thể; còn trục hoành (x) biểu diễn tuổi thọ của loài (tính bằng năm, hay tháng hoặc ngày tùy theo loài có vòng đời dài hay ngắn).
- Giả sử một cá chép cái (Cyprinus carpio) có thể đẻ tối đa 100.000 trứng mỗi lần, thì ta đánh dấu 1 điểm tọa độ ở mức 100 đơn vị trên đường 0y ứng với tọa độ y = 0 (vì vừa đẻ). Các trứng cá được đẻ ra sẽ trôi nổi trong nước, rồi được thụ tinh bởi xẹ (tinh dịch) của cá chép đực ở cùng quần thể. Vì đây là quá trình thụ tinh ngoài, nên tỉ lệ thụ tinh không bao giờ đạt 100%. Lại giả sử chỉ có 90% số trứng này đẻ ra được thụ tinh, thì được điểm ở tọa độ y = 90 ứng với tọa độ x = 1 (coi là ngày đầu tiên). Sang ngày thứ hai (tức x = 2) số trứng bị ung, bị sinh vật khác ăn rất nhiều, nên giả sử chỉ còn sót lại 50% số trứng đã thụ tinh; như vậy ta có điểm tọa độ thứ ba là y = 5) và x = 2. Cứ tiếp tục xác định các tọa độ như vậy cho đến ngày cuối cùng (là ngày loài cá chép hết tuổi thọ sinh lí của loài), thì khi nối liền các tọa độ đã có, sẽ được một đường "ngoằn ngoèo" có dạng gần giống như đường cong, chính là đường cong sống sót của cá chép.

### Tiêu chuẩn đồ thị
Trong thực tế, để xây dựng đồ thị cần có số liệu thống kê trong nhiều lần thu mẫu (thí nghiệm). Trục tung (0x) có thể là số lượng cá thể cụ thể (diễn đạt bằng chữ số nguyên, dương), có thể lấy log (vì có khi số cụ thể rất lớn đến hàng triệu hoặc hơn), có thể là tỉ lệ tương đối tính bằng % (như ở hình minh họa tgreen đây, với 100% tương ứng với số lượng sinh tối đa của loài). Tương tự như vậy, trục hoành (0y) có thể là số đo tuổi cụ thể (năm, tháng hoặc ngày tùy loài sống lâu hay ngắn), có thể là tỉ lệ tương đối tính bằng % (như ở hình minh họa, với 100% tương ứng với tuổi thọ sinh lí tối đa của loài).
Ngoài ra, để xây dựng một đồ thị như vậy được chính xác và được giới khoa học chấp nhận, thì tối thiểu cần phải đạt được:
- Có số liệu thống kê cụ thể thu được trong thí nghiệm đã tiến hành hoặc trong tự nhiên nơi đã nghiên cứu;
- Dùng toán thống kê để xác định đường cong lý thuyết, vì trong thực tế luôn có sai lệch khi thu thập mẫu.
- Sau khi xử lí bằng công cụ toán học, mới thu được đường cong chuẩn.
Trong thế giới tự nhiên, các loài thực vật hữu tính luôn sinh ra rất nhiều quả, hạt;  các loài động vật bậc thấp như cá, tôm, cua luôn đẻ rất nhiều trứng; ngược lại các loài thú bậc cao (như người, tinh tinh) lại sinh con, đẻ ít; v.v do đó có rất nhiều dạng đồ thị sống sót khác nhau. Tuy nhiên, trong sinh thái học cũng như sinh học phát triển phân biệt ba dạng chính, thường gọi tắt là kiểu I, kiểu II và kiểu III.

## Các kiểu đường cong sống sót

### Kiểu I
Đường cong kiểu I đặc trưng bởi tỉ lệ sống sót rất cao từ khi sinh ra đến khi trưởng thành và già; thường chỉ chết khi già (nghĩa là hết tuổi thọ sinh lí "trời cho"). Tuy nhiên, điều này không có nghĩa là loài nào càng thọ cao, thì tỉ lệ sống sót càng cao. Chẳng hạn một cây bao báp châu Phi (Adansonia digitata) có thể sống tới ngàn năm, nhưng đường cong sống sót của loài này lại thuộc kiểu III. Hầu hết các sách giáo khoa Sinh học phổ thông trên thế giới đều lấy loài người làm đại diện cho kiểu đồ thị I này. Ngoài ra, các loài thú bậc cao, đẻ con và nuôi con bằng sữa, có tập tính chăm sóc và bảo vệ con non, tập tính lãnh thổ cũng có đường cong sống sót kiểu I.

### Kiểu II
Đường cong kiểu II đặc trưng bởi tỉ lệ sống sót và tỉ lệ tử vong của quần thể xấp xỉ nhau; do đó đường cong kiểu II lại có dạng đường thẳng đi xuống đều. Hấu hết các loài chim, thú bậc thấp (như chuột, sóc)  có đường cong sống sót kiểu II này.

### Kiểu III
Đường cong kiểu III đặc trưng bởi số lượng đẻ rất nhiều: mỗi lần sinh thường đẻ rất nhiều trứng (như cá mè, ếch, bạch tuộc, muỗi), hoặc sau mỗi lần thụ phấn thì cây có thể tạo ra vô số quả và hạt (như các loài cây Hạt kín), nhưng tỉ lệ thụ tinh thấp, tỉ lệ cây non hay con non chết rất cao; tuy nhiên, những cá thể sống sót được lại có khả năng sinh tồn tốt. Nhóm loài này tuân theo lý thuyết chọn lọc r/K